# Neuchâtel-Urtière
Neuchâtel-Urtière település Franciaországban, Doubs megyében. Lakosainak száma 166 fő (2022. január 1.). Neuchâtel-Urtière Rémondans-Vaivre, Feule, Pont-de-Roide-Vermondans, Solemont és Villars-sous-Dampjoux községekkel határos.

## Népesség
A település népességének változása:
| Lakosok száma | 73   | 83   | 129  | 154  | 173  | 185  | 195  | 178  | 170  | 166  |
|               | 1968 | 1982 | 1990 | 2006 | 2013 | 2015 | 2017 | 2019 | 2020 | 2022 |